# Strychnos mimfiensis
Strychnos mimfiensis är en tvåhjärtbladig växtart som beskrevs av Ernest Friedrich Gilg och Leeuwenb.. Strychnos mimfiensis ingår i släktet Strychnos och familjen Loganiaceae. Inga underarter finns listade i Catalogue of Life.